# Bocainella minima
Bocainella minima – gatunek chrząszcza z rodziny kózkowatych i podrodziny zgrzypikowych. Jedyny przedstawiciel rodzaju Bocainella.

## Zasięg występowania
Gatunek ten występuje w południowej Brazylii, notowany w stanie São Paulo.